# Martha Atoche
Martha Atoche fue una actriz argentina de mediados de 1950.

## Carrera
Atoche fue una talentosa actriz de roles de reparto que tuvo su lugar en la década del 50 y principio de los 60 tanto en cine como en teatro y televisión.
En televisión llegó gracias a un destacado aviso en Radiofilm  que indicaba que "Cínzano busca la estrella de la televisión". La consigna era atractiva: "Conviértase en la estrella de nuestros programas". Y efectivamente Atoche fue la triunfadora, recibió buena difusión: "Cínzano encontró a la estrella de la televisión", con su nombre destacado por sobre el autor Abel Santa Cruz y sus partenaíres, Marianito Bauzá y Hugo Chemin. El programa se llamó Comedias de bolsillo emitido en 1952.
Para la pantalla grande tuvo participaciones secundarias, por lo general supo componer con solvencia mucamas, amas de llave, damas de compañía y encargadas de pensión. Debutó en 1942 con la dirección y guion de Luis Bayón Herrera en el film Secuestro sensacional!!! , comedia protagonizada por Luis Sandrini. Luego trabajó en famosas películas de culto como La senda oscura (1947), La Secta del trébol (1948), La indeseable (1951), La telaraña (1954) y En carne viva (1955). Se despidió definitivamente de la cinematografía argentina en 1962 con Bajo un mismo rostro, dirigida por  Daniel Tinayre y protagonizada por Mirtha Legrand.
En teatro de revistas integró la Compañía Argentina de Grandes Revistas, con la que presentó exitosas obras musicales. También formó parte de la Compañía Argentina de Grandes Revistas encabezada por Tito Lusiardo, Severo Fernández, Diana Maggi, José Marrone, Nélida Roca y Juanita Martínez.

## Filmografía
- 1942: Secuestro sensacional!!!.
- 1947: La senda oscura como Gertrudis.
- 1948: La Secta del trébol.
- 1950: La muerte está mintiendo como Mariana.
- 1951: El extraño caso del hombre y la bestia como una mujer en la calle.
- 1951: La indeseable.
- 1952: Vigilantes y ladrones como mujer en la boda.
- 1954: La telaraña.
- 1955: En carne viva.
- 1956: Pecadora.
- 1958: Procesado.
- 1962: Bajo un mismo rostro.

## Televisión
- 1952: Comedias de bolsillo.

## Teatro
- Buenos Aires versus París (1954), con la Compañía Argentina de Grandes Revistas, con un amplio elenco en la que se encontraban Miguel de Molina, Alberto Anchart, Tito Lusiardo, Severo Fernández, Ubaldo Martínez, Alfredo Barbieri y Blanquita Amaro, entre otros.
- La tercera diversión (1955), junto a la Compañía Argentina de Grandes Revistas, encabezada por Olinda Bozán, con Maruja Montes, Alberto Anchart, Tito Lusiardo, Severo Fernández, Ubaldo Martínez, Alfredo Barbieri, Carmen Idal y Don Pelele, entre otros. Estrenada en el Teatro El Nacional.